# ATC (J02)
Jest to część klasyfikacji anatomiczno-terapeutyczno-chemicznej:
- J – Leki stosowane w zakażeniach
  - J 01 – Leki przeciwbakteryjne do stosowania wewnętrznego
  - J 02 – Leki przeciwgrzybicze do stosowania wewnętrznego
  - J 04 – Leki przeciwprątkowe
  - J 05 – Leki przeciwwirusowe do stosowania wewnętrznego
  - J 06 – Surowice odpornościowe i immunoglobuliny
  - J 07 – Szczepionki

Obejmuje ona leki przeciwgrzybicze do stosowania wewnętrznego:

## J 02 A – Leki przeciwgrzybicze do stosowania wewnętrznego
- J 02 AA – Antybiotyki
  - J 02 AA 01 – amfoterycyna B
  - J 02 AA 02 – hachimycyna
- J 02 AB – Pochodne imidazolu
  - J 02 AB 01 – mikonazol
  - J 02 AB 02 – ketokonazol
- J 02 AC – Pochodne triazolu i tetrazolu
  - J 02 AC 01 – flukonazol
  - J 02 AC 02 – itrakonazol
  - J 02 AC 03 – worykonazol
  - J 02 AC 04 – posakonazol
  - J 02 AC 05 – izawukonazol
  - J 02 AC 06 – otesekonazol
- J 02 AX – Inne
  - J 02 AX 01 – fluorocytozyna
  - J 02 AX 04 – kaspofungina
  - J 02 AX 05 – mikafungina
  - J 02 AX 06 – anidulafungina
  - J 02 AX 07 – ibreksafungerp
  - J 02 AX 08 – rezafungina